# Prestige de la musique latino-américaine
Prestige de la musique latino-américaine es un disco de estudio de Los Calchakis, grabado en 1986 con el sello francés ARION.

## Lista de canciones
| N.º | Título                      | Música                           | Duración |  |
| 1.  | «Quiero contarte»           | Los Kjarkas                      |          |  |
| 2.  | «Hilanderita»               | Julio Rojas y Pedro Castellón    |          |  |
| 3.  | «Tema boliviano (Titicaca)» | Eduardo Carrasco                 |          |  |
| 4.  | «Cotopaxi»                  | Ana María Miranda                |          |  |
| 5.  | «Sube a nacer conmigo»      | Pablo Neruda - Los Jaivas        |          |  |
| 6.  | «Rasguido para la paz»      | Héctor Miranda y Raúl Maldonado  |          |  |
| 7.  | «Chimborazo»                | Ana Mª Miranda                   |          |  |
| 8.  | «Papel de plata»            | folklore                         |          |  |
| 9.  | «El aguaceral»              | Gilberto Plasencia               |          |  |
| 10. | «Kalahuayo yuyay»           | Miguel N. Anglés y Rafael Gayoso |          |  |
| 11. | «Si tú me olvidas»          | Jorge Araujo Chiriboga           |          |  |
| 12. | «Cullaguada»                | Rigoberto Rojas Suarez,          |          |  |
| 13. | «Alejandra»                 | Sergio Arriagada                 |          |  |
| 14. | «Del otro lado del mar»     | Héctor Miranda y Osvaldo Montes  |          |  |

## Integrantes
- Héctor Miranda
- Aldo Ariel
- Alberto Rodríguez
- Joel Perri
- Sergio Arriagada

-Prestige De La Musique Latino-Américaine fue el primer disco grabado por Los Calchakis que salió íntegramente en formarto CD, 
y fue el último en salir en vinilo. 
-El lugar que aparece por detrás de los instrumentos de la portada es el templo de Sacsaywaman, en Perú.
-Como todos los cd's del sello ARION, este fue distribuido durante muchos años en España por el sello Harmonia Mundi. 
-La foto de contraportada de este disco en la que aparecen Los Calchakis sosteniendo instrumentos es, en realidad, una versión reducida de una de las fotos que acompañaron al anterior disco, "El Vuelo del Cóndor (Le Vol du Condor)", solo que, lógicamente, en la versión reducida no aparece Lucio Saavedra, quien ya no estaba en el grupo. 